# Bisel
Bisel ist eine französische Gemeinde mit 542 Einwohnern (Stand 1. Januar 2022) im Département Haut-Rhin in der Region Grand Est. Sie ist Mitglied des Gemeindeverbandes Sundgau. Die Einwohner werden Biselois(es) genannt.

## Geografie
Bisel liegt im Sundgau im südlichen Elsass, 14 Kilometer südlich von Altkirch und 30 Kilometer westlich von Basel. In Bisel und den Nachbargemeinden liegen einige kleine Seen. Durch das Gemeindegebiet fließt der Largitzenbach auf seinem Weg zur Largue.
Nachbargemeinden von Bisel sind Heimersdorf im Norden, Ruederbach im Nordosten, Feldbach im Osten, Mœrnach im Südosten, Mooslargue im Süden, Seppois-le-Haut im Westen sowie Largitzen im Nordwesten.

## Geologie
Bisel liegt im löss(-lehm)bedeckten Sundgauer Tertiärhügelland im Bereich der unter der Lössdecke lagernden Sundgauschotter. Diese sind die Hinterlassenschaft einer einst (im Pliozän und Altpleistozän) zum Doubs und über Saône und Rhône zum Mittelmeer hin entwässernden Ur-Aare. Die Schotter sind auf der Gemarkung von Bisel besonders mächtig. Mit ihnen hängt das Phänomen der Puits soufflants zusammen. Bei atmosphärischer Luftdruckänderung entweicht aus alten Brunnenschächten hörbar Luft, die sich im porösen Schotterkörper befindet. (Siehe dazu auch die Site de la commune de Bisel)

## Geschichte
Im Jahre 1302 wurde Bisol als Bizol zum ersten Mal urkundlich erwähnt. Der Ortsname ist vom mittelhochdeutschen Wort Bies (Binsen) abgeleitet. Das Dorf wurde im Mittelalter durch die Grenzsetzung an der Largue zweigeteilt. Eine Hälfte gehörte bis 1324 zur Grafschaft Pfirt (ab 1324 zu Habsburg), die andere Hälfte war ein Lehen der Familie Montjoie von Hirsingue. Im Westfälischen Frieden 1648 kam das Dorf mit dem gesamten elsässischen Besitz der Habsburger an die französische Krone.
Von 1871 bis zum Ende des Ersten Weltkriegs gehörte Bisel als Teil des Reichslandes Elsaß-Lothringen zum Deutschen Reich und war dem Kreis Altkirch im Bezirk Oberelsaß zugeordnet. Im Ersten Weltkrieg erlitt die Gemeinde schwere Kriegsschäden. Bisel war bis ins frühe 20. Jahrhundert das Dorf der Holzschuhmacher. Noch 1914 gab es am Ort 40 solcher Werkstätten. 

### Bevölkerungsentwicklung
| Jahr      | 1910 | 1962 | 1968 | 1975 | 1982 | 1990 | 1999 | 2006 | 2014 |
| --------- | ---- | ---- | ---- | ---- | ---- | ---- | ---- | ---- | ---- |
| Einwohner | 568  | 467  | 487  | 518  | 545  | 534  | 601  | 568  | 542  |

## Sehenswürdigkeiten
Pfarrkirche Sankt Kolumban: Die schlichte spätklassizistische Kirche von 1835 wurde nach der Zerstörung im Ersten Weltkrieg 1925 in den alten Formen wieder aufgebaut. Klassizistisches Westportal mit konsolengestütztem Dreiecksgiebel. Eine ursprüngliche dem Heiligen Columban geweihte Kirche an der gleichen Stelle ist seit 1302 belegt.
Schulhaus (École-Mairie), ein einfacher Walmdachbau der Louis-Philippe-Zeit (1841). Die Fassadenmitte mit den beiden Eingängen über einer doppelläufigen Freitreppe durch einen breiten Dreiecksgiebel betont. 
Einige Fachwerkbauten, die meisten aus dem 19. Jahrhundert. Das Haus Rue Principale  Nr. 6 noch in der altertümlichen Ständerbauweise mit traufwandhohen Eckständern und unregelmäßigem Fachwerk. Wohl aus dem frühen 18. Jahrhundert oder älter. (Dach neu.) -  Dagegen das Haus Nr. 6 an der Rue de Seppois in Stockwerkbauweise mit dem regelmäßigen, symmetrischen Fachwerk des 19. Jahrhunderts, einer Inschrift an der giebelseitigen Schwelle und mit Schnitzwerk verzierten Eckständern. Keller-/Erdgeschoss gemauert.
|  |  |

## Wirtschaft und Infrastruktur
Vor 1914 gab es 40 Holzschuhmacher in Bisel. Heute ist die Gemeinde von Äckern, Weiden, Wald und Fischteichen umgeben. Haupterwerbszweige sind Ackerbau und die Zucht von Hausrindern. Es gibt außerdem eine Molkerei vor Ort.
Die Départementsstraße D463 verbindet Bisel mit Delle im Westen und Folgensbourg im Osten.